# Lazy (okres Ťačiv)
Lazy (ukrajinsky Лази, maďarsky Lázi) je obec v ťačivském městském společenství, v okrese Ťačiv, v Zakarpatské oblasti na Ukrajině. Osadou této obce je Okruhla. V  roce 2025 zde žilo 3801 obyvatel; v celé obci pak 4374 obyvatel.

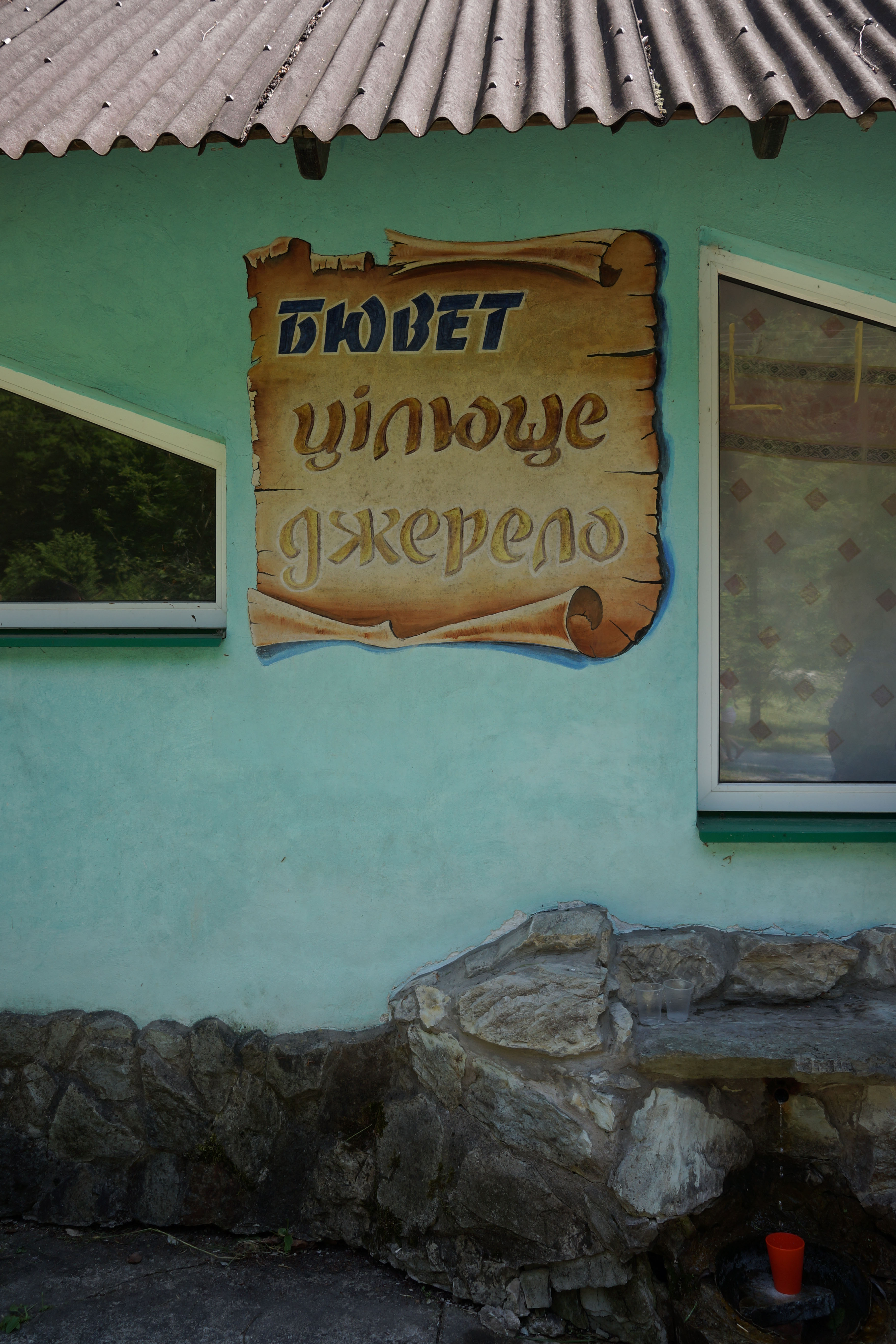
Pramen „Černá Voda“

Na území obce je na rozloze 5 hektarů hydrologická přírodní památka místního významu „Černá Voda“ (ukrajinsky Чорна вода). Je zde stejnojmenné sanatorium.